# Matt Murray (periodista)
Matt Murray (1966) es un periodista estadounidense, editor jefe del The Washington Post desde junio de 2024. Anteriormente, fue el editor jefe de The Wall Street Journal desde 2018 hasta 2023.

## Trayectoria
Nacido en Maryland, obtuvo una licenciatura y un máster en periodismo en la Northwestern University. Posteriormente, empezó como reportero en el Journal en 1994, empezando en la oficina de Pittsburgh. Se incorporó a la sección Money & Investing en 1997, cubriendo temas de banca. Ascendió hasta convertirse en director adjunto y después editor ejecutivo. Se casó con Janine Dyck Flory, PhD, en octubre de 2002. Viven con su hija en la ciudad de Nueva York.
El 5 de junio de 2018, Murray fue nombrado redactor jefe, sucediendo a Gerard Baker. Como redactor jefe, Murray supervisó las investigaciones del Wall Street Journal sobre Michael Cohen y el escándalo Stormy Daniels-Donald Trump que supuso ganar un Pulitzer en 2019.
En febrero de 2020, en medio de la reacción del gobierno chino con respecto al titular de un artículo de opinión del Wall Street Journal, Murray estuvo de acuerdo con las quejas, pero no pudo tomar ninguna medida debido a la separación entre noticias y opinión en el diario.
A raíz del asesinato de George Floyd y las protestas posteriores, los periodistas del Wall Street Journal enviaron varias cartas a Murray lamentando la falta de diversidad del diario, así como exigiendo cambios en la forma en que el diario cubre la raza, la policía y las finanzas.
Se informó de que Murray tenía una relación tensa con Almar Latour, el CEO de Dow Jones. Fue sustituido como redactor jefe por la periodista británica Emma Tucker el 1 de febrero de 2023. En junio de 2024 fue nombrado redactor jefe de The Washington Post, tras la renuncia de Sally Buzbee.
Murray escribió The Father and the Son, sobre el viaje de su padre de empleado del gobierno a monje benedictino en Illinois,y es coautor del libro Strong of Heart.